# Rāstgūyān
Rāstgūyān (persiska: راستگويان) är en ort i Iran.   Den ligger i provinsen Hamadan, i den nordvästra delen av landet, 300 km väster om huvudstaden Teheran. Rāstgūyān ligger 2 023 meter över havet och antalet invånare är 393.
Terrängen runt Rāstgūyān är kuperad åt sydväst, men åt nordost är den platt. Terrängen runt Rāstgūyān sluttar österut.Runt Rāstgūyān är det ganska tätbefolkat, med 75 invånare per kvadratkilometer. Närmaste större samhälle är Asadābād, 17,4 km sydväst om Rāstgūyān. Trakten runt Rāstgūyān består i huvudsak av gräsmarker.